# Insurrektion (Ungarn)
Die Insurrektion (ung. „nemesi felkelés“) bezeichnete im Königreich Ungarn das Adelsaufgebot zum Schutz der Grenzen und des Königs. Theoretisch wurde es in der Revolution von 1848/49 aufgehoben. Die letzte Insurrektion fand jedoch schon 1741 zur Verteidigung der Lande der Königin Maria Theresia gegen die Invasion Friedrichs II. von Preußen statt. Der Begriff wurde indes auch noch während der Koalitionskriege verwandt. So waren 1809 in der Schlacht bei Raab ein beträchtlicher Teil Insurrektionstruppen beteiligt.